# 롱패딩
롱패딩은 긴 기장의 패딩을 일반적인 짧은 기장의 숏 패딩과 구분하기 위해 부르는 이름이다. 벤치 파카(bench parka), 벤치 코트(bench coat)라고 하며, 패딩 코트라 고도 불린다.

## 개요
기장은 무릎보다 높은 기장에서 발목 위까지 오는 기장까지 다양하다. 국내에선 2017년도 말부터 패션용품으로 유행하고 있으며, 해외에선 운동선수들의 체온 유지용으로 쓰인다.여러 가지 색상이 있으며 충전재로는 거위와 오리의 솜털과 깃털을 사용한다.

## 같이 보기
- 다운 재킷